# Cuscatlán
Cuscatlán is een departement van El Salvador, gelegen in het midden van het land. Het werd op 22 mei 1835 gesticht. De hoofdstad is sinds 12 november 1861 de stad Cojutepeque, daarvoor had Suchitoto die status.
Het departement Cuscatlán omvat 756 km² en is daarmee het kleinste departement van het land. Het heeft 262.963 inwoners (2016).

## Gemeenten
Het departement bestaat uit zestien gemeenten:
1. Candelaria
2. Cojutepeque
3. El Carmen
4. El Rosario
5. Monte San Juan
6. Oratorio de Concepción
7. San Bartolomé Perulapía
8. San Cristóbal
9. San José Guayabal
10. San Pedro Perulapán
11. San Rafael Cedros
12. San Ramón
13. Santa Cruz Analquito
14. Santa Cruz Michapa
15. Suchitoto
16. Tenancingo

Ahuachapán · Cabañas · Chalatenango · Cuscatlán · La Libertad · La Paz · La Unión · Morazán · San Miguel · San Salvador · San Vicente · Santa Ana · Sonsonate · Usulután